# Tony Gilroy

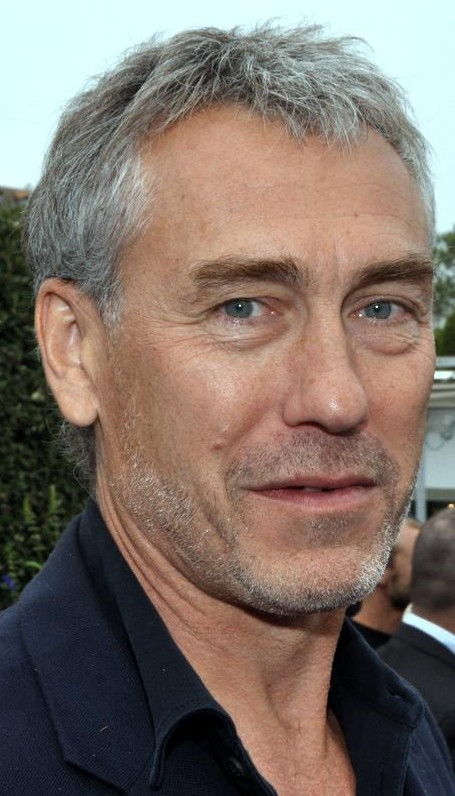
Tony Gilroy em 2012.

Tony Gilroy (nascido Anthony Joseph Gilroy, Nova Iorque, 11 de setembro de 1956) é um diretor, roteirista e produtor de cinema estadunidense.
Seu pai, Frank D. Gilroy, é um dramaturgo ganhador do Pulitzer, diretor, produtor e roteirista. É irmão do editor de filmes John Gilroy e do também roteirista Dan Gilroy e pai de Sam Gilroy, nascido em 1987.
Além de amigo do diretor Steven Soderbergh.
Seu caché pelo roteiro de O Ultimato Bourne foi de 2 milhões de dólares.
Foi indicado ao Oscar pelo seu 1° trabalho na direção, Conduta de Risco (2007), nas categorias Melhor Roteiro Original e Melhor Diretor.

## Filmografia
Diretor
- Conduta de Risco (2007)
- Duplicidade (2009)
- O Legado Bourne (2012)

Roteirista
- Conduta de Risco (2007)
- O Ultimato Bourne (2007)
- Um Casal Quase Perfeito 2 criador de personagens(2006)
- A Supremacia Bourne (2004)
- A Identidade Bourne (2002)
- Armageddon (1998)
- O Advogado do Diabo (1997)